# Eric F. Goldman
Eric Frederick Goldman (17 juin 1916 - 19 février 1989) est un historien américain, professeur d'histoire Rollins à l'Université de Princeton et conseiller présidentiel.

## Biographie
Né à Washington, DC, aux États-Unis, il fait ses études dans les écoles publiques de Baltimore, dans le Maryland, et obtient un doctorat de l'Université Johns-Hopkins en histoire à 22 ans. Il écrit sur les affaires nationales pour le magazine Time. Il rejoint l'Université de Princeton en tant que professeur adjoint en 1942. Il devient professeur titulaire en 1955, jusqu'à sa retraite en 1985. Il est conseiller spécial du président Lyndon B. Johnson de 1963 à 1966. Il est président de la Society of American Historians de 1962 à 1969. De 1959 à 1967, il est modérateur de l'émission d'affaires publiques The Open Mind, sur NBC.
Il épouse Joanna R. Jackson (décédée en 1980). Ses papiers sont conservés à la Bibliothèque du Congrès et à l'Université de Californie à Los Angeles.

## Écrits
L'ouvrage le plus influent de Goldman parait en 1952 : Rendezvous with Destiny: A History of Modern American Reform, couvrant les efforts de réforme depuis l'administration Grant jusqu'aux années Truman.
Il reçoit le Prix Bancroft en 1953 et deux Emmy Awards, en 1962 et 1966.

## Travaux
- "The White House and the intellectuals", Harper's janvier 1969 [6]
- Rendezvous With Destiny: A History of Modern American Reform, Knopf, 1952 (réimpression édition 25e anniversaire, Vintage, 1977, Ivan R. Dee, 2001, (ISBN 978-1-56663-369-7) )
- The Crucial Decade, America 1945-55, Knopf, 1956
- The Crucial Decade - And After, America 1945-60, livres vintage, 1961, (ISBN 978-0-394-70183-7)
- The Tragedy of Lyndon Johnson, Knopf, 1969
- John Bach McMaster, American Historian, Philadelphie, presse de l'Université de Pennsylvanie ; 1943.